# المجلس الأمريكي القومي لأمراض طب النساء والتوليد
المجلس الأمريكي القومي لأمراض النساء والتوليد هو منظمة توفر شهادة البورد المعتمدة ودكتوراه في تقويم العظام للأطباء المتخصصينفي رعاية الجهاز التناسلي الأنثوي والأطفال خلال فترة الحمل والولادة، وفترة ما بعد الولادة والأطباء المؤهلين للطب التخدير الذين يتخصصون في تشخيص وعلاج أمراض الجهاز التناسلي الأنثوي. يعتبر المجلس واحدًا ضمن 18 مجلسًا للتخصصا الطبية المصديق عليها من مجالس الجمعية الأمريكية لتقويم العظام، والذي تم تأسيسه في عام 1942. واعتبارًا من ديسمبر 2011، اعتبرت شهادة المجلس الأمريكي القومي لأمراض النساء والتوليد شهادة فعالة لممارسة طب النساء والتوليد.

## شهادة البورد
يمنح المجلس شهادة الطب التقويمي العظمي في الولايات المتحدة الأمريكية في مجال النساء والتوليد، أو زمالة في طب النساء والتوليد والجراحة الترميمية، وعلم الأورام النسائي، وطب الأم والجنين، أو الغدد الصماء التناسلية.
ومنذ حزيران / يونيه 2002، طلب من أخصائيي التوليد وأخصائيي أمراض النساء المعتمدين من مجلس الشيوخ تجديد شهاداتهم كل ست سنوات لتجنب انتهاء فترة اعتمادهم من مجلس الإدارة. ومع ذلك، لم يلزم المجلس الأطباء الذين حصلوا على شهاداتهم قبل هذا الوقت بالخضوع لعملية إعادة التأهيل للحصول على شهادة مدى الحياة.
يمكن أن يحصل أطباء التوليد وأطباء أمراض النساء على شهادة المؤهلات الخاصة في المجالات التالية:
- جراحة الجاهز التناسلي الأنثوي الترميمية
- علم الأورام النسائية
- طب الأم والجنين
- الغدد الصماء التناسلية

## روابط خارجية
- AOBOG homepage
- قالب:American Osteopathic Association Bureau of Osteopathic Specialists